# ウェスレアン・ホーリネス教団
ウェスレアン・ホーリネス教団（ウェスレアン・ホーリネスきょうだん）は、東京都に事務所を置くプロテスタント系のキリスト教団。ホーリネス運動の流れを汲んでおり、日本福音同盟に加盟している。

## 歴史
- 1901年（明治34年） 伝道者中田重治と宣教師チャールズ・カウマンの協力によって開設
- 1917年（大正6年） 東洋宣教会ホーリネス教会を設立
- 1942年（昭和17年） 日本政府からの宗教弾圧を受ける
- 1943年（昭和18年） 教会解散（戦後復興）
- 1969年（昭和44年） 日本キリスト教団万博紛争
- 1988年（昭和63年） ウェスレアン・ホーリネス神学院を設立した。
- 1992年（平成4年） 「ホーリネスの群教会連合」と「ホーリネス福音同志会」が合同して「ウェスレアン・ホーリネス教会連合」を結成した。
- 1995年（平成7年） 淀橋教会の韓国部がヨハン早稲田キリスト教会として独立。
- 2003年（平成15年）教団教規を決議して、ウェスレアン・ホーリネス教団(峯野龍弘委員長)として新たな歩みを開始。

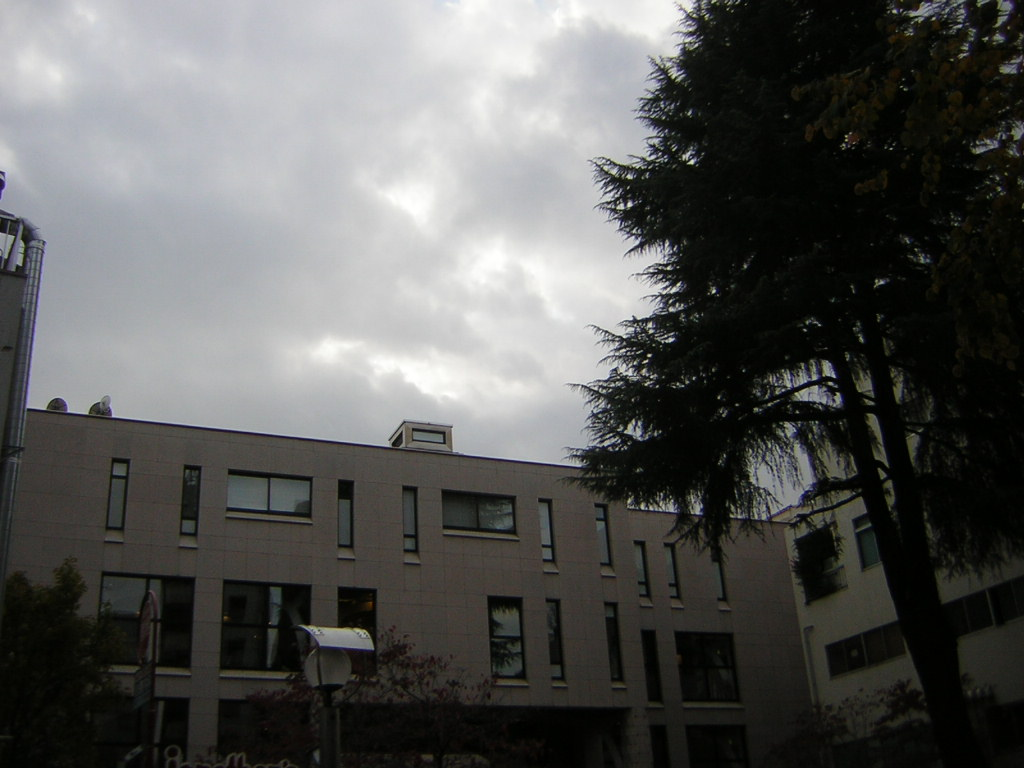
淀橋教会

## 特色
- 神学的にウェスレアン・アルミニアンの立場に立っている。
- 四重の福音を強調する。

## ウェスレアン・ホーリネス教団の教会

### 北海道教区
- 厚別キリスト教会
- 小樽ホーリネス教会
- 追分めぐみチャペル
- 札幌新生教会

### 東北教区
- キリスト塩釜ともしびチャペル
- 山形南部教会
- MSR+岩沼チャペル

### 関東教区
- 塩谷キリスト教会
- 八潮キリスト教会
- 野田キリストめぐみ教会
- ベテル栄光キリスト教会
- 三郷ウェスレーチャペル

### 千葉・東京東教区
- 浅草橋教会
- 松江キリスト教会
- 習志野キリスト教会
- 旭キリスト教会
- 九十九里みぎわ教会
- 独立新生葛飾教会
- 向島キリスト教会

### 東京北教区
- ひばりが丘北教会
- 淀橋教会

### 神奈川・東京南教区
- 玉川キリスト中央教会
- 境の谷めぐみ教会
- 二俣川キリスト教会
- 東戸塚エルシオン教会
- 上大岡キリスト教会

### 静岡教区
- 三島西キリスト教会
- 遠州キリスト教会
- 浜松ウェスレアン教会

### 信越教区
- 茅野キリスト教会
- 駒ヶ根パノラマ・エルシオン・チャペル
- 蓼科キリスト教会

### 名阪教区
- 貴志川教会
- 紀泉台ウェスレーチャペル
- 宇山福音教会
- 四国リバイバルチャーチ

### 九州・沖縄教区
- 戸畑高峰教会
- 福岡エルシオン教会
- 福岡栄光キリスト教会
- シャローム日田キリスト教会
- 宮崎柳丸キリスト教会
- 沖縄第一聖潔教会
- 在韓日本人めぐみチャペル
- 在韓日本人めぐみチャペルハングル

### 海外宣教
- 平島　望・範子（ソウル日本人教会）

### 関係教会
- 泉成男　とも子
- ウエラー・ルツ・エステル
- 西佐津間家庭集会